# أنواع القومية
كثير من العلماء[من؟] يجادلون بأن هناك أكثر من نوع واحد من القومية. قد تعبر القومية عن نفسها كجزء من أيديولوجية الدولة الرسمية أو كحركة شعبية غير حكومية ويمكن التعبير عنها على أسس مدنية، عرقية، ثقافية، لغوية، دينية، أو أيديولوجية. تستخدم هذه التعريفات الذاتية للأمة لتصنيف أنواع القومية. ومع ذلك، فإن مثل هذه الفئات لا تستبعد بعضها البعض والعديد من الحركات القومية تجمع بعض أو كل هذه العناصر بدرجات متفاوتة. يمكن أيضًا تصنيف الحركات القومية وفقًا لمعايير أخرى، مثل المستوى والموقع.
بعض المنظرين السياسيين[من؟] دعوا أن أي تمييز بين أشكال القومية هو غير صحيح. في جميع أشكال القومية، يعتقد السكان أنهم يشتركون في نوع من الثقافة المشتركة. السبب الرئيسي وراء اعتبار هذا التصنيف خاطئًا هو أنه يحاول ثني مفهوم القومية البسيط إلى حد ما لشرح العديد من مظاهره أو تفسيراته. يمكن القول إن جميع أنواع القومية تشير فقط إلى الطرق المختلفة التي حاول الأكاديميون على مر السنين تعريف القومية بها. تقبل هذه المدرسة الفكرية أن القومية هي ببساطة رغبة الأمة في تقرير مصيرها.

## قومية عرقية
تُعرِّف القومية العرقية الأمة من حيث العرق، والذي يتضمن دائمًا بعض عناصر النسب من الأجيال السابقة، أي الجينوفيليا. كما تتضمن أيضًا أفكارًا عن ثقافة مشتركة بين أعضاء المجموعة ومع أسلافهم، وعادة ما تكون لغة مشتركة. العضوية في الأمة وراثية. تستمد الدولة شرعيتها السياسية من وضعها كوطن للجماعة الإثنية، ومن واجبها حماية المجموعة الوطنية الجزئية وتسهيل حياتها الأسرية والاجتماعية كمجموعة. إن أفكار الإثنية قديمة جدًا، لكن القومية العرقية الحديثة تأثرت بشدة من قبل يوهان ڠوتفريد ڤون هيردير، الذي روج لمفهوم ڤولك، ويوهان ڠوتليب فيشته. يستخدم المنظر أنطوني د. سميث مصطلح «القومية العرقية» للمفاهيم غير الغربية للقومية، على عكس وجهات النظر الغربية للأمة المحددة من خلال إقليمها الجغرافي. يستخدم مصطلح «القومية الإثنية» بشكل عام فقط للإشارة إلى القوميين الذين يتبنون أيديولوجية واضحة على هذا المنوال؛ «القومية العرقية» هي المصطلح الأكثر عمومية، وتستخدم للقوميين الذين يعتنقون هذه المعتقدات بطريقة غير رسمية، غريزية، أو غير منهجية. الشكل الازدرائي لكليهما هو «القومية العرقية» أو «القومية القبلية»، على الرغم من أن «القومية القبلية» يمكن أن يكون لها معنى غير ازدرائي عند مناقشة القوميات الأفريقية، الأميريكية الأصلية، أو غيرها من القوميات التي تؤكد علانية الهوية القبلية.

### قومية توسعية
القومية التوسعية  هي قومية أو قومية عرقية ذات شكل أصولي عدواني، التي تتضمن وعي عرقي مستقل ومتشدد، مشاعر الوطنية مع مخاوف رجعية وأحقاد على الشعوب «الأخرى» أو الأجنبية، لتأطير الاعتقاد في التوسع أو استعادة الأراضي المملوكة سابقًا من خلال الوسائل العسكرية.  

### قومية رومانسية
القومية الرومانسية، المعروفة أيضًا باسم القومية العضوية وقومية الهوية، هي شكل من أشكال القوميات العرقية التي تستمد فيها الدولة الشرعية السياسية كنتيجة طبيعية («عضوية») وتعبيرًا عن الأمة، العرق، أو الإثنية. لقد عكست المثل العليا للرومانسية وكانت معارضةً لعقلانية التنوير. أكدت القومية الرومانسية على الثقافة العرقية التاريخية التي تلبي المثالية الرومانسية؛ تطوير الفولكلور كمفهوم قومي رومانسي. استوحى الأخوان ڠريم من كتابات هيردر لخلق مجموعة مثالية من الحكايات التي وصفوها بأنها ألمانية عرقية. يجسد المؤرخ جول ميشليه التاريخ الرومانسي القومي الفرنسي.

## قومية ثقافية
القومية الثقافية تحدد الأمة من خلال الثقافة المشتركة. العضوية (حالة الانتماء كعضو) في الأمة ليست طوعية تمامًا (لا يمكن للمرء اكتساب ثقافة على الفور)، ولا وراثية (يمكن اعتبار أبناء الأعضاء أجانب إذا نشأوا في ثقافة أخرى). ومع ذلك، يمكن دمج ثقافة تقليدية بسهولة أكبر في حياة الفرد، خاصة إذا سُمح للفرد باكتساب مهاراته في مرحلة مبكرة من حياته / حياتها. تم وصف القومية الثقافية بأنها مجموعة متنوعة من القوميات التي ليست مدنية بحتة ولا عرقية. تم وصف قوميات كاتالونيا، كيبيك، وفلاندرز بأنها ثقافية.

### قومية لغوية

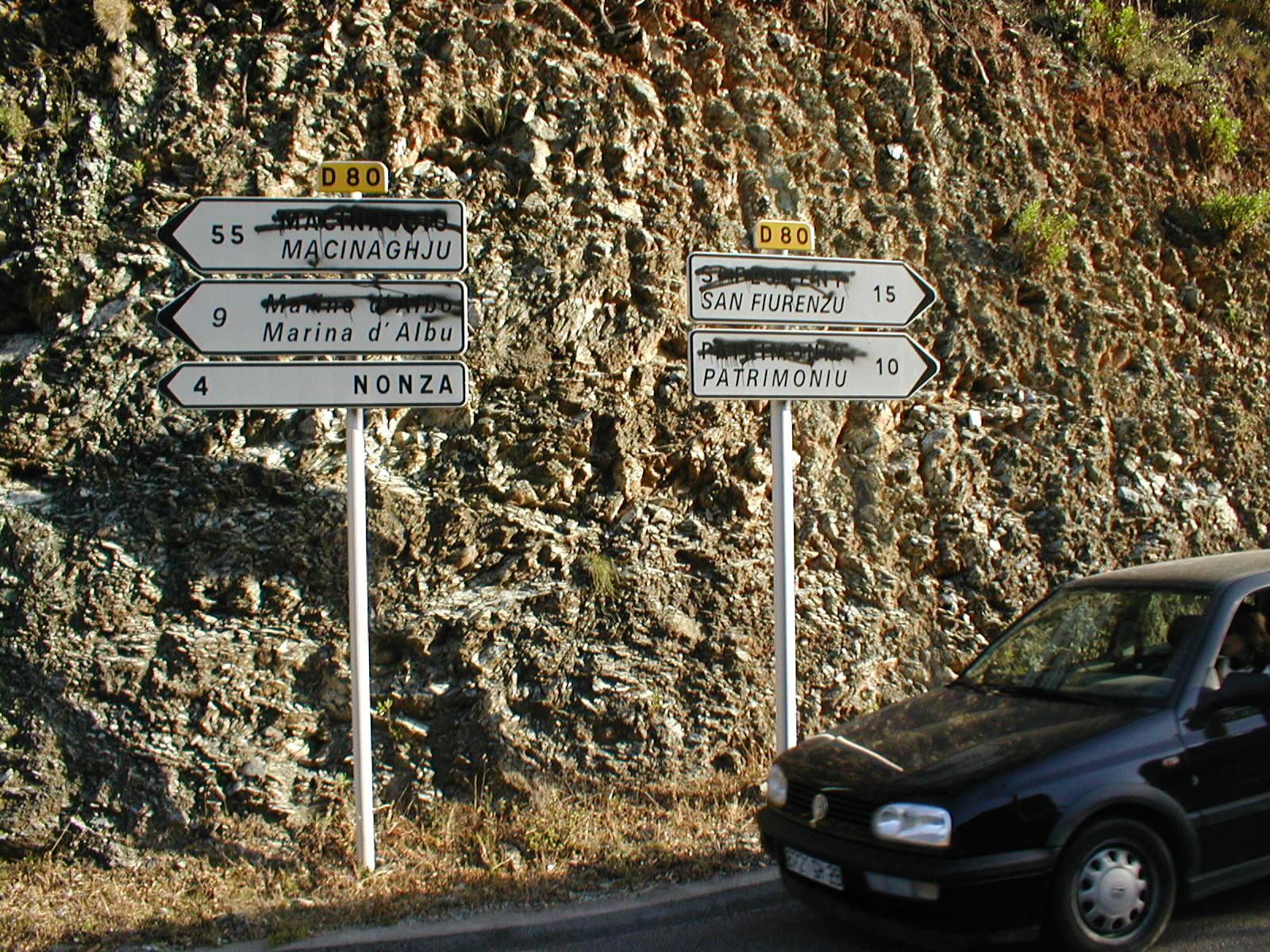
يقوم القوميون الكورسيكيون أحيانًا بإطلاق النار أو الرش على لافتات المرور، مما يضر بالنسخة الفرنسية للأسماء

مشروع قانون 101 هو قانون في مقاطعة كيبيك في كندا يحدد الفرنسية، لغة غالبية السكان، كلغة رسمية لحكومة المقاطعة. الأشكال الأخرى لقومية اللغة هي الحركة الإنڠليزية فقط التي تدعو إلى استخدام اللغة الإنڠليزية فقط في الدول الناطقة باللغة الإنڠليزية مثل الولايات المتحدة الأميريكية أو أستراليا.

### قومية دينية
القومية الدينية هي علاقة القومية بمعتقد ديني أو لحكم كنسي أو حكم إسلامي أو أي انتماء معين. يمكن تقسيم هذه العلاقة إلى جانبين؛ تسييس الدين والتأثير العكسي للدين على السياسة. في الجانب الأول، يمكن أن يُنظر إلى الدين المشترك على أنه يساهم في الشعور بالوحدة الوطنية، وهي رابطة مشتركة بين مواطني الأمة. الجانب السياسي الآخر للدين هو دعم الهوية الوطنية، على غرار العرق، اللغة، أو الثقافة المشتركة. يعتبر تأثير الدين على السياسة أكثر كإيديولوجية، حيث تلهم التفسيرات الحالية للأفكار الدينية النشاط السياسي والعمل؛ على سبيل المثال، تمرير القوانين لتعزيز الالتزام الديني الأكثر صرامة.

### قومية ما بعد الاستعمار
منذ عملية إنهاء الاستعمار التي حدثت بعد الحرب العالمية الثانية، كان هناك صعود لقوميات العالم الثالث. تحدث قوميات العالم الثالث في تلك الدول التي تم استعمارها واستغلالها. تم تشكيل قوميات هذه الدول في أتون تطلب مقاومة الهيمنة الاستعمارية من أجل البقاء. على هذا النحو، فإن المقاومة جزء لا يتجزأ من مثل هذه القوميات ووجودها ذاته هو شكل من أشكال مقاومة التدخلات الإمپريالية. تحاول قوميات العالم الثالث التأكد من أن هويات شعوب العالم الثالث هي من تأليفها في المقام الأول، وليس القوى الاستعمارية.
من الأمثلة على الأيديولوجيات القومية في العالم الثالث القومية الأفريقية والقومية العربية. تضمنت الحركات القومية المهمة الأخرى في العالم النامي القومية الهندية، القومية الصينية وأفكار الثورة المكسيكية والثورة الهايتية. كانت الأفكار القومية للعالم الثالث مؤثرة بشكل خاص بين مجموعة الحكومات ذات الميول اليسارية المنتخبة في أمريكا الجنوبية في السنوات الأخيرة، لاسيما على أيديولوجية البوليڤارية لرئيس ڤينزويلا هوڠو ݭافيز والتي استلهمت جزئيًا من المثل العليا المناهضة للاستعمار لسيمون بوليڤار.

## قومية مدنية
القومية المدنية هي شكل القومية التي تستمد فيها الدولة شرعيتها السياسية من المشاركة الفعالة لمواطنيها، من الدرجة التي تمثل بها «إرادة الشعب». غالبًا ما يُنظر إليها على أنها نشأت مع جان-جاك روسو وخاصةً مع نظريات العقد الاجتماعي التي أخذت اسمها من كتابه الصادر عام 1762 العقد الاجتماعي. تكمن القومية المدنية في تقاليد العقلانية والليبرالية، ولكنها كشكل من أشكال القومية فهي تتناقض مع القومية العرقية. تعتبر العضوية في الأمة المدنية طوعية. أثرت المُثُل المدنية القومية على تطور الديمقراطية التمثيلية في دول مثل الولايات المتحدة وفرنسا.
قومية الدولة هي نوع من القومية المدنية، غالبًا (ولكن ليس دائمًا) مقترنة بالقومية العرقية. وهو يعني أن الأمة هي مجتمع من يساهمون في الحفاظ على الدولة وقوتها، وأن الفرد موجود للمساهمة في تحقيق هذا الهدف. الفاشية الإيطالية هي أفضل مثال، تجسدها شعار بينيتو موسوليني هذا: "Tutto nello Stato, niente al di fuori dello Stato, nulla contro lo Stato" («كل شيء في الدولة، لا شيء خارج الدولة، لا شيء ضد الدولة»). ليس من المستغرب أن يتعارض هذا مع المثل الليبرالية للحرية الفردية، ومع المبادئ الديمقراطية الليبرالية. غالبًا ما يُنظر إلى إنشاء نادي اليعاقبة الثوري لدولةٍ فرنسيةٍ موحدةٍ ومركزيةٍ على أنها النسخة الأساسية لقومية الدولة. إسپانيا الفرانكوية  هي مثال لاحق لقومية الدولة.
ومع ذلك، غالبًا ما يستخدم مصطلح «قومية الدولة» في النزاعات بين القوميات، وخاصةً عندما تواجه حركة انفصالية «دولةً قوميةً» راسخة. يتحدث الانفصاليون عن قومية الدولة لتشويه شرعية الدولة الكبرى، حيث يُنظر إلى قومية الدولة على أنها أقل أصالة وأقل ديمقراطية. يتحدث الانفصاليون الفلمنكيون عن القومية البلجيكية باعتبارها قومية دولة. يشير الانفصاليون الباسك والانفصاليون الكورسيكيون إلى إسپانيا وفرنسا، على التوالي، بهذه الطريقة. لا توجد معايير خارجية بلا منازع لتقييم أي جانب على حق، والنتيجة هي عادة أن السكان منقسمون بسبب نداءات متضاربة لولائهم ووطنيتهم. غالبًا ما تدعو انتقادات «القومية المدنية» المفترضة إلى إلغاء المصطلح لأنه غالبًا ما يمثل إما الإمپريالية (في حالة فرنسا)، أو الوطنية، أو مجرد امتداد للقومية «العرقية»، أو قومية «حقيقية».

### قومية ليبرالية
القومية الليبرالية هي نوع من القومية التي دافع عنها مؤخرًا الفلاسفة السياسيون الذين يعتقدون أنه يمكن أن يكون هناك شكل من أشكال القومية غير معادية للأجانب يتوافق مع القيم الليبرالية للحرية والتسامح والمساواة والحقوق الفردية. غالبًا ما يُعتقد أن إرنيست رينان، مؤلف كتاب «ما هي الأمة؟ (Qu'est-ce qu'une Nations)»  وچون ستيوارت ميل  من أوائل القوميين الليبراليين. غالبًا ما يدافع القوميون الليبراليون عن قيمة الهوية الوطنية بالقول إن الأفراد يحتاجون إلى هوية وطنية من أجل أن يعيشوا مستقلة وحياة ذات معنى  وأن الأنظمة الديمقراطية الليبرالية تحتاج إلى هوية وطنية لكي تعمل بشكل صحيح.

## قومية أيديولوجية

### قومية ثورية
القومية الثورية هي تسمية واسعة تم تطبيقها على أنواع مختلفة من الحركات السياسية القومية التي ترغب في تحقيق أهدافها من خلال ثورة ضد النظام القائم. الأفراد والمنظمات الموصوفون بأنهم قوميين ثوريين يشملون بعض التيارات السياسية داخل الثورة الفرنسية،  الجمهوريون الأيرلنديون المنخرطون في الكفاح المسلح ضد التاج البريطاني،  حركة كان ڤونڠ ضد الحكم الفرنسي في ڤيتنام القرن 19،  حركة استقلال الهند في القرن 20،  بعض المشاركين في الثورة المكسيكية،  بينيتو موسوليني والفاشيون الإيطاليون،  حكومة خراسان المستقلة،  أوڠستو سيزار ساندينو، الحركة القومية الثورية في بوليڤيا،  القومية السوداء في الولايات المتحدة،  وبعض حركات الاستقلال الأفريقية.

### محافظة قومية
المحافظة القومية هي نوع من النزعة المحافظة الشائعة في أوروپا وآسيا والتي تركز على دعم الهوية الوطنية والثقافية، وعادة ما تجمع بين هذا الاهتمام القومي والمواقف المحافظة التي تعزز القيم التقليدية. تشترك في الخصائص مع المحافظة التقليدية والمحافظة الاجتماعية بالنظر إلى كيفية تركيز الاختلافات الثلاثة على الحفظ والتقاليد. بينما تسعى المحافظة القومية إلى الحفاظ على المصالح الوطنية، تؤكد المحافظة التقليدية على مؤسسات الأجداد. بالإضافة إلى ذلك، تؤكد المحافظة الاجتماعية على الموقف الأبوي التقييدي فيما يتعلق بالسلوك الأخلاقي للحفاظ على الوضع التقليدي للفرد في المجتمع.   غالبًا ما يكون للأحزاب القومية المحافظة جذورها في بيئات ذات أساس ريفي أو تقليدي أو هامشي، على النقيض من قاعدة الدعم الحضرية للأحزاب الليبرالية المحافظة.  في أوروپا، يتبنى معظمهم شكلًا من أشكال التشكيك في أوروپا.  كانت غالبية الأحزاب المحافظة في أوروپا الوسطى والشرقية بعد الشيوعية منذ عام 1989 محافظة قومية.

### قومية التحرير
العديد من الحركات القومية في العالم مكرسة للتحرر الوطني من منطلق أن دولها تتعرض للاضطهاد من قبل دول أخرى، وبالتالي فهي بحاجة إلى ممارسة حق تقرير المصير من خلال تحرير نفسها من المتهمين المضطهدين. ترتبط الماركسية-اللينينية المناهضة للمراجعة ارتباطًا وثيقًا بهذه الأيديولوجية، وتشمل الأمثلة العملية عمل ستالين المبكر الماركسية والمسألة الوطنية ومرسومه الاشتراكية في بلد واحد، والذي يعلن أنه يمكن استخدام القومية في سياق أممي، أي النضال من أجل التحرر الوطني بدون الانقسامات العرقية أو الدينية.

### قومية يسارية
تشير القومية اليسارية، التي تُعرف أحيانًا باسم القومية الاشتراكية،  إلى أي حركة سياسية تجمع بين السياسة اليسارية أو الاشتراكية والقومية. ومن الأمثلة البارزة حركة 26 تموز (يوليو) التي يقودها فيدل كاسترو والتي أطلقت الثورة الكوبية التي أطاحت بفولڠينسيو باتيستا المدعوم أمريكيًا في عام 1959، شين فين الأيرلندي، الصهيونية العمّالية في إسرائيل، والمؤتمر الوطني الأفريقي في جنوب إفريقيا.

## مدارس اللاسلطوية التي تعترف بالقومية
يجادل اللاسلطويون الذين يرون قيمة في القومية بشكل نموذجي بأن الأمة هي أولًا وقبل كل شيء هي شعب؛ أن الدولة طفيلية على الأمة ولا يجب الخلط معها؛ وبما أن الدول في الواقع نادرًا ما تتطابق مع الكيانات الوطنية، فإن المثل الأعلى للدولة القومية هو في الواقع أكثر من مجرد أسطورة. داخل الاتحاد الأوروپي، على سبيل المثال، يجادلون بوجود أكثر من 500 دولة عرقية  داخل الدول الأعضاء الـ25، بل وأكثر في آسيا، إفريقيا، والأميريكتين. بالانتقال من هذا الموقف، يجادلون بأن تحقيق تقرير المصير ذي المغزى لجميع دول العالم يتطلب نظامًا سياسيًا لاسلطويًا قائمًا على السيطرة المحلية، والفيدرالية الحرة، والمساعدة المتبادلة. كان هناك تاريخ طويل من الانخراط اللاسلطوي مع القومية اليسارية في جميع أنحاء العالم. وتشمل اندماج المعاصرة الفوضوية بين مناهضة القومية اليسارية للدولة وبعض سلالات الفوضوية السوداء والأصولية.
في أوائل القرن 19 وحتى منتصفه في أوروپا، كانت أفكار القومية، الاشتراكية، والليبرالية متشابكة بشكل وثيق. تحالف الثوار والمتطرفون مثل جوزيپي مازيني مع الثلاثة في نفس الوقت تقريبًا. شارك رواد اللاسلطوية الأوائل بروح زمانهم: كان لديهم الكثير من القواسم المشتركة مع كل من الليبراليين والاشتراكيين، كما شاركوا الكثير من النظر إلى القومية المبكرة أيضًا. وهكذا كان لدى ميخائيل باكونين مسيرة طويلة كقومي سلاڤي قبل أن يتبنى اللاسلطوية. لقد أثار أيضًا حماسة من أجل الولايات المتحدة الأوروپية (رؤية قومية معاصرة نشأت من قبل مازيني). في 1880-1881، كتب القومي الأيرلندي و.ج.ه. سمارت المقيم في بوسطن مقالات لمجلة تسمى اللاسلطوي. وبالمثل، كان اللاسلطويون في الصين خلال الجزء الأول من القرن 20 منخرطين بشكل كبير في الجناح اليساري للحركة القومية بينما كانوا يعارضون بنشاط العناصر العنصرية للجناح المناهض للمانشو في تلك الحركة.

## قومية الوحدة
قومية الوحدة أو القومية الشاملة هي عادة قومية عرقية وثقافية، لكن «الأمة» هي نفسها مجموعة من المجموعات العرقية والثقافات ذات الصلة، مثل الشعوب السلاڤية. أحيانًا يتم تطبيق قومية الوحدة على القومية الأحادية الإثنية، عندما تكون المجموعة القومية مشتتة على مساحة واسعة وعدة ولايات - كما هو الحال في الوحدة الجرمانية.

## قومية الإغتراب
تشير قومية الإغتراب، أو كما يسميها بينديكت أندرسون، «قومية بعيدة المدى»، بشكل عام إلى الشعور القومي بين المغتربين مثل الإيرلنديين في الولايات المتحدة، اليهود في جميع أنحاء العالم بعد طردهم من أورشليم (586 ق.م.)، اللبنانيين في الأميريكتين وأفريقيا وحول العالم، أو الأرمن في أوروپا والولايات المتحدة. يقول أندرسون مضيفًا أن هذا النوع من القومية بمثابة «حجر أساس مخفي» للأشخاص الذين يرغبون في تجربة اتصال وطني، لكنهم لا يريدون في الواقع مغادرة مجتمعهم في الإغتراب في الوقت الراهن. الفرق الأساسي بين قومية الوحدة وقومية الإغتراب هو أن أفراد الإغتراب، بحكم التعريف، لم يعودوا مقيمين في وطنهم القومي أو العرقي. يشير مصطلح المغتربين «الشتات» تقليديًا إلى تشتت شعب من «وطن» (حقيقي أو خيالي) بسبب اضطراب كارثي، مثل حرب أو مجاعة وما إلى ذلك. تتشكل الشبكات الجديدة -«الجذور» الجديدة- على طول «الطرق» التي يسلكها المغتربون، والتي ترتبط برغبة مشتركة في العودة إلى «الوطن». في الواقع، قد تكون الرغبة في العودة آخروية (أي باتجاه نهاية الزمان)، أو قد لا تحدث في أي مستقبل منظور، لكنها في النهاية تحدث فالشوق إلى الوطن المفقود والشعور بالاختلاف عن الثقافات المحيطة التي يعيش فيها المغتربون الذين ينقلون هذا الشعور لأبنائهم يصبح هوية لها بحد ذاتها.